# Изложба „Простор” (1977)
Изложба „Простор” се одржала у периоду од 15. августа до 30. септембра 1977. године у Парку пријатељства у Новом Београду.

## Жири
Експонате за изложбу је одабрао жири у саставу:
- Глид Нандор, председник жирија
- Анте Мариновић
- Антица Павловић
- Славољуб Станковић
- Славољуб Чворовић

## Излагачи
1. Милун Видић
2. Ана Виђен
3. Никола Вукосављевић
4. Ратко Вулановић
5. Светислав Здравковић
6. Олга Јанчић
7. Мира Јуришић
8. Томислав Каузларић
9. Душан Марковић
10. Славољуб Радојчић
11. Милорад Тепавац
12. Јелисавета Шобер Поповић